# 居林醫院
居林醫院（英語：Kulim Hospital，是吉打州的一間小型公立醫院，位於居林縣的Lebuh Taman Perindustrian。居林醫院現時由吉打州衛生局所管理，現任醫院院長是法兹雅醫生（Dr. Fauziah Bt Abdul Wahab）。

## 歷史
自 1912 年以來，醫院一直在居林鎮（Jalan Hospital Lama）運營。1990 年初，一座新的醫院大樓開始動工，將醫院安置在距居林鎮中心約 5 公里的新址。舊病房已改建為護士培訓學校，並於1996年7月1日開始運作。
居林醫院有12間病房，281張病床。居林醫院最初是一家沒有專科醫生的地區醫院。專科服務於1996年才開始，為婦產科服務和兒科，然後是麻醉、內科、外科和骨科4個專科。
大山脚瑶池金母慈善基金会（ONE HOPE CHARITY）向居林医院捐赠190张新病床和床褥。

## 外部連結
- 居林醫院 （页面存档备份，存于）